# ローマ・ヘルニキ戦争
ローマ・ヘルニキ戦争は紀元前4世紀に発生した、イタリア中央部に居住していたイタリック人であるヘルニキ族と共和政ローマの戦争である。紀元前5世紀を通じて、ローマはウォルスキとアエクイを撃退するために、ラティウムの諸都市およびヘルニキと同盟を結んでいた。紀元前4世紀初めになると、この同盟は解消される。紀元前366年から紀元前358年にかけてのローマとヘルニキの戦争はローマの勝利に終わり、ヘルニキはローマに従属した。紀元前307年から紀元前306年にかけて、いくつかのヘルニキ都市が反乱したが、すぐに鎮圧された。反乱したヘルニキ都市はローマに併合され、その他の都市は独立と自治を許された。紀元前3世紀になると、ヘルニキ族はラテン人と区別がつかなくなり、民族としては消滅した。

## カッシウス条約 - 紀元前5世紀
紀元前5世紀の初めから、ローマとヘルニキの間で紛争が生じていた。
紀元前495年、ヘルニキはウォルスキと同盟してローマ領土に侵攻したが敗北した。
紀元前487年、ヘルニキは再度ローマと戦うが、執政官（コンスル）ガイウス・アクィッリウス・トゥスクスが指揮するローマ軍に敗れた。
翌紀元前486年、ヘルニキはローマと条約を締結する。ハリカルナッソスのディオニュシオスによれば、その内容はカッシウス条約（レギッルス湖畔の戦いの後ローマとラティウム同盟の条約で、ローマの指導権を認めた）と同様のものであったという。しかし、ヘルニキがこの条約に加盟したのか、あるいは同様の内容の別の条約をローマと締結したのかは不明である。条約の内容に、ヘルニキが領土の2/3を割譲することが含まれていた。この土地（公有地）をローマとラティウム同盟市の間でどのように分配するかに関して議論が紛糾し、結果として三度執政官を務め、ラティウムとの条約交渉を行ったスプリウス・カッシウス・ウェケッリヌスが裁判にかけられ、死刑になるという事件が起こった。
カッシウス条約は詳細な運用は不明であるが、その全体的な目的は明確である。紀元前5世紀を通じて、ラティウムはアエクイとウォルスキの侵略、より大きな動きとしてはサベリア諸族（en）のアペニン山脈から平地部への移動に脅かされていた。紀元前5世紀前半には、連年のようにアエクイ、ウォルスキ、あるいはその双方との戦いが記録されている。古代の資料によれば、この連年の戦争は大規模な会戦ではなく、襲撃とそれに対する反撃が主であった。紀元前5世紀後半になると、ラティウム・ヘルニキ連合は、この侵略の波を押しとどめたようである。この時期になると、ローマの植民市の建設記録はいくつかあるが、アエクイとウォルスキとの戦争の記録は減ってくる。同時に、同盟を維持する必要が薄れたことを意味する。これは特にローマに言えることであり、紀元前396年にウェイイを占領した後は、明らかにラティウムで最も強力な都市となった。

## ヘルニキの離反 - 紀元前380年代
100年間に渡ってラティウムとヘルニキはローマに忠誠を示してきたが、紀元前389年にローマがアッリアの戦いでガリアに敗北しさらにローマ自体にまで侵攻されると、ヘルキニはローマから離反したとリウィウスは述べる。紀元前386年と紀元前385年には、ラティウム兵とヘルニキ兵が、ウォルスキを支援して戦っている。ローマはこれに抗議し、捕虜の送還を拒否したが、宣戦布告は行わなかった。
リウィウスはガリアによるローマの略奪は重大な打撃であり、近隣の都市がローマに反乱するきっかけを与えたとする。しかし現代の歴史家は、リウィウスのような古代の歴史家がガリアによる略奪の影響を過大評価していると考えている。同様に、リウィウスが述べるヘルニキの離反にも同意していない。この間にローマとヘルニキの直接的な戦闘は記録に無い。むしろ、ローマとラティウム、ヘルニキとの軍事同盟の必要性自体が薄れている。これは、ローマが条約の義務から開放され、より行動の自由を得るという意識的な政策であったかもしれない。しかしながら、ラティウムとヘルニキもアエクイとウォルスキの脅威が消滅したために、ガリアのローマ略奪を機会に、ますます支配的となっていたローマとの同盟を破棄したのかもしれない。これが、一部のラティウム兵やヘルニキ兵がウォルスキのために戦ったことにつながった可能性はあるが、これ自体がリウィウスの創作である可能性もある。この信憑性に欠ける出来事を除くと、紀元前366年までローマとヘルニキの戦いは記録されていない。

## ヘルニキ戦争（紀元前362年 - 紀元前358年）
その後しばらくの平穏な時期の後、紀元前362年にローマとヘルニキは戦争状態となった。この時期の戦争はローマにとって前例の無い成功したものとなった。ヘルニキとの戦争に関する記録はリウィウスが残しているのみであり、加えて凱旋式のファスティにはヘルニキに対する勝利を祝う二回の凱旋式と一回の小凱旋式が実施されたことが記録されている。

### 戦争の勃発
リウィウスによると、紀元前366年にヘルニキが反乱したとの報告がローマに届いた。しかし最初のプレブスの執政官となったルキウス・セクスティウス・セクスティヌス・ラテラヌスはこれを防止するための処置を何もとらせなかった。紀元前363年、ローマでは疫病が発生し、この沈静を願う古来よりの「釘打ちの儀式」をユピテル・オプティムス・マキシムス神殿で実施するため、ティトゥス・マンリウス・インペリオスス・トルクァトゥスを独裁官（ディクタトル）に任命した。インペリオススはこの地位を利用してヘルニキとの戦争の指揮をとろうとしたが、大衆は憤慨し護民官からの支持も得られなかったため、職を辞せざるを得なくなった。外交僧（en、フェティアル）がヘルニキに派遣されたが成果は得られず、紀元前362年にケントゥリア民会はヘルニキに対する宣戦布告に賛成した。ルキウス・ゲヌキウス・アウェンティネンシスが、プレブス出身の執政官として初めて軍の指揮を執ることとなった。しかしヘルニキ軍の待ち伏せ攻撃によってゲヌキウスは戦死しローマ軍は敗走した。リウィウスはヘルニキの離反にローマが立腹したとするが、実際にはローマのヘルニキ領に対するたくらみが戦争の真の理由だったかもしれない。紀元前363年にインペリオススが軍の編成をできなかったというのは歴史的事実ではないかもしれず、有名なインペリオススの裁判が紀元前362年とされているため、その前振りとして創作されたのかもしれない。

### アッピウス・クラウディウス・クラッスス独裁官に就任
もう一人の執政官であるクィントゥス・セルウィリウス・アハラ（パトリキ）は、アッピウス・クラウディウス・クラッススを独裁官に任命した。クラッススが到着するまで、軍の指揮はレガトゥス（副司令官）のガイウス・スルピキウス・ペティクスが引き継いだ。ヘルニキ軍はローマ軍野営地を包囲していたが、ペティクスは出撃してこれを撤退させた。クラッススが新たな軍を率いて到着すると、ローマ軍の兵力は倍増した。ヘルニキは全兵力を集め、その中から3,200人の精鋭部隊を抽出した。ローマ軍とヘルニキ軍は、幅2マイルの平原の両端に野営地を設営しており、戦闘はその中間で行われた。ローマ騎兵は通常の戦術では敵の戦列を崩せないと判断し、下馬して歩兵として突撃した。彼らを迎え撃ったのはヘルニキの精鋭部隊であった。激しい戦いとなったが、最後にはローマ騎兵がヘルニキ兵を撃退した。翌日、占いにおいて吉兆が得られなかったためローマ軍の出撃は遅れ、日が暮れるまでにヘルニキ軍野営地を占領することができなかった。しかし、その夜にヘルニキ軍は野営地を捨てて撤退した。ヘルニキ兵が撤退するのを見て、シグニア（現在のセーニ）の住民も脱出した。ローマ軍の損害も甚大であった。全兵力の1/4を失い、相当の数の騎兵も戦死した。
この戦いに関するリウィウスの誇張された記述は、実際の信頼性の高い資料に基づいた部分は少ないと思われる。プレブス出身の最初の執政官による軍の指揮と敗北、それに続くパトリキであるクラッススの独裁官就任と勝利は、当時のパトリキとプレブスの不和を反映している。このエピソードの文学的性質と、凱旋式のファスティにクラッススの名前がないことから、歴史学者の中にはクラッススの独裁官就任そのものを疑うものもいる。但しオークレー（1996）は、これらは決定的な証拠とは言えず、紀元前362年のローマのヘルニキに対する勝利は歴史的事実であり、おそらくクラッススの独裁官就任もシグニアの関与も同様であるとしている。

### ローマの勝利
リウィウスはヘルニキとの戦いのその後に関してはあまり多くを記述していない。ほぼ同時期に発生していたガリアとの戦争により関心を移しているためである。紀元前361年、ローマの両執政官はヘルニキ領に侵攻した。これに野戦で抵抗しようとした敵軍はおらず、ローマ軍はフェレンティヌム（現在のフェレンティーノ）を攻撃し、これを占領した。紀元前360年、執政官マルクス・ファビウス・アンブストゥスがヘルニキとの戦争の指揮を執った。アンブストゥスはいくつかの小さな戦いに勝利し、続いてヘルニキは全兵力で挑んできたがこれにも勝利した。この勝利のため、アンブストゥスは小凱旋式を実施した。紀元前358年、執政官ガイウス・プラウティウス・プロクルスがヘルニキとの戦争を担当した。また、新たなトリブス（選挙区）であるポンプティヌス・トリブスとプブリリウス・トリブスがこの年に設立されている。凱旋式のファスティには、紀元前361年に執政官ガイウス・スルピキウス・ペティクスの凱旋式、紀元前360年9月5日のアンブストゥスの小凱旋式、紀元前358年5月15日のプロクルスの凱旋式が記録されている。
リウィウスが言う、アンブストゥスがいくつかの小さな勝利を得た後に大勝利を得たとするのが創作であるとしても（より詳細な原資料があるのかもしれないが）、ローマの勝利は歴史的に見て事実である。 紀元前358年、ラティウムはガリアの侵攻に対処するためにローマとの同盟を更新した。ガリアに対する恐怖はヘルニキにも影響を与え、ローマとの新しい講和条約を締結した。おそらく、以前の同盟関係よりはヘルニキに不利な内容であったと思われる。フェレンティヌムは紀元前306年の段階で独立市と表記されていることから、それまでの何れかの時点でヘルニキに戻されたことになるが、おそらくは条約締結の際のことであろう。紀元前358年には新しいトリブスが二つ設立されているが、ポンプティヌス・トリブスがポンプティヌス地域に設立されたことは明らかであり、すなわちこの地域がウォルキ領からローマ領土になっていたことを意味する。プブリリウス・トリブスが設立された場所は明らかではない。現代の歴史家にはこれが旧ヘルニキ領に設立された考えるものが多いが、旧ウォルスキ領であった可能性もある。

## ヘルニキの最後の反乱（紀元前307年-紀元前306年）
第二次サムニウム戦争も終わりに近い紀元前307年、サムニウム軍との戦闘において捕虜となった兵士の中に、多くのヘルニキ人が含まれていた。このため、ローマはいくつかのラティウムの都市を警戒下に置き、その市民がサムニウム軍に自発的に参加したり、あるいは徴兵されたりしていないか調査を行った。これに対して、翌紀元前306年になってアナグニア（現在のアナーニ）を中心としたヘルニキの反乱が発生したが、同年中に容易に鎮圧された、その懲罰として、アナグニアおよび他の反乱都市はローマに併合され、その市民はキウィタス・シネ・スッフラギオ（投票権無しのローマ市民）となった。アレトゥリウム（現在のアラトリ）、フェレンティウム（現在のフェレンティーノ）、ウェルラエ（現在のヴェーロリ）等ローマに反乱しなかった都市はその後も自主性を維持し、ラテン人と同様の政治権利を有した。

## 参考資料
- ティトゥス・リウィウス『ローマ建国史』
- ハリカルナッソスのディオニュシオス『ローマ古代誌』
- Cornell, T. J. Rome and Latium to 390 BC, in The Cambridge Ancient History, 2nd ed., vol. VII.2 (Cambridge: CUP 1989)
- Cornell, T. J. (1995). The Beginnings of Rome- Italy and Rome from the Bronze Age to the Punic Wars (c. 1000-264 BC). New York: Routledge. ISBN 978-0-415-01596-7.
- Oakley, S. P. (1997). A Commentary on Livy Books VI-X, Volume 1 Introduction and Book VI. Oxford: Oxford University Press. ISBN 0-19-815277-9.
- Oakley, S. P. (1998). A Commentary on Livy Books VI-X, Volume 2 Books VII-VII. Oxford: Oxford University Press. ISBN 978-0-19-815226-2.
- Forsythe, Gary (2005). A Critical History of Early Rome. Berkeley: University of California Press. ISBN 0-520-24991-7.